# Roodbaard (strip)
Roodbaard (originele titel: Barbe-Rouge) is een oorspronkelijk Franstalige stripreeks die behoort tot de Franco-Belgische school. Binnen deze stroming hoort Roodbaard bij de realistische tekenstijl. De stripreeks startte in 1959 in het Parijse stripblad Pilote. Ze werd geschreven door Jean-Michel Charlier en getekend door Victor Hubinon. Roodbaard werd na de dood van Hubinon in 1979 en Charlier in 1989 door andere schrijvers en tekenaars voortgezet. Daarnaast werd de reeks uitgebracht door vier verschillende uitgevers in zowel het Franse als het Nederlandse taalgebied.
Deze reeks, die zich afspeelt in de 18e eeuw, verhaalt over de avonturen van de fictieve Franse piraat Roodbaard en zijn in het eerste verhaal aangenomen zoon Erik, die in veel van de verhalen feitelijk de echte hoofdrol heeft. 
Hoewel verzonnen, ademen de verhalen een authentieke sfeer, mede door de werkelijk bestaande historische locaties en het realistische tekenwerk.

## Geschiedenis

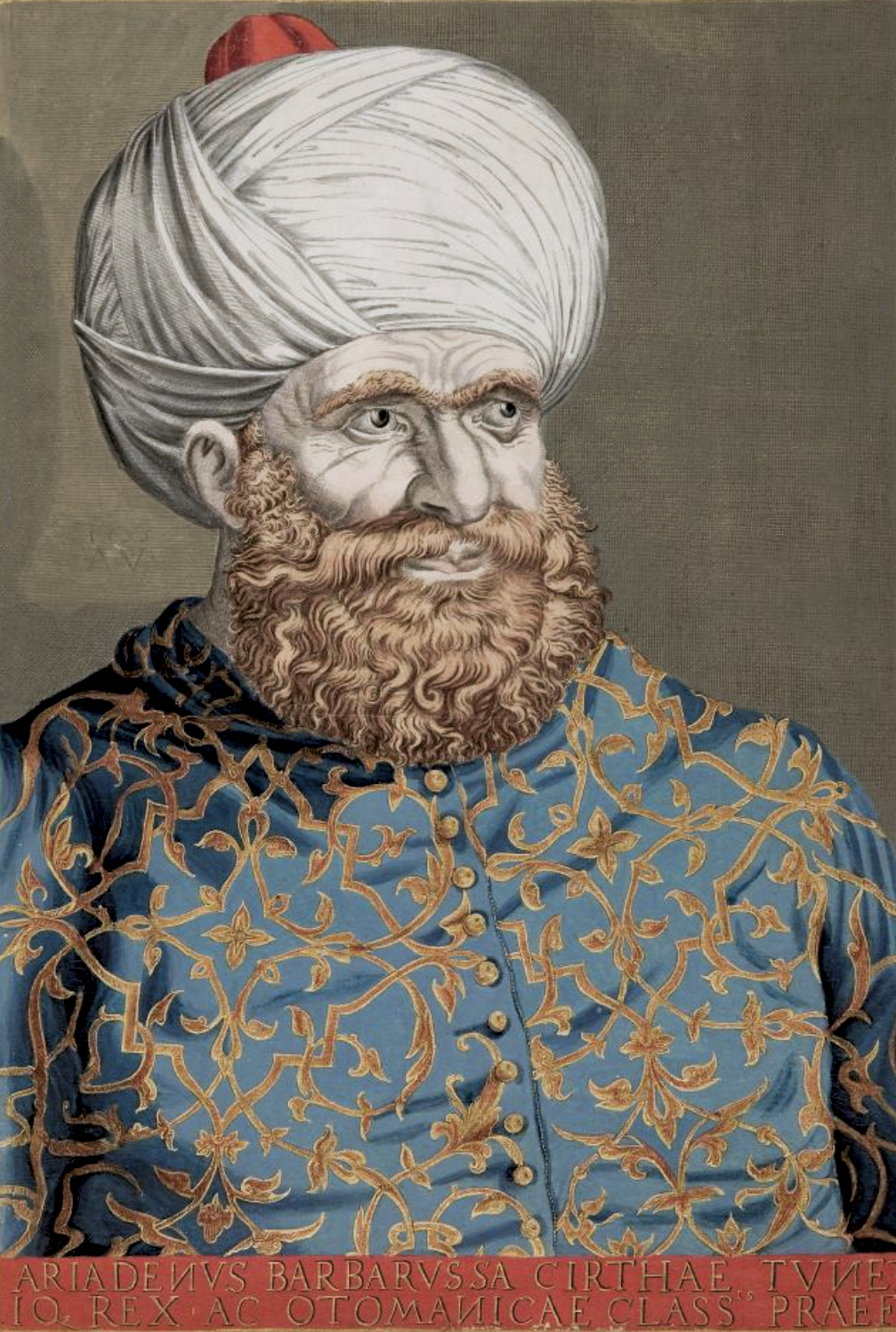
De kaper Khair ad Din Barbarossa (Roodbaard); waarschijnlijk de belangrijkste inspiratiebron, omdat het strippersonage veel gelijkenis heeft met deze kaper en dezelfde bijnaam heeft.

### Charlier-Hubinon (1959-1979)
De strip werd oorspronkelijk vanaf 1959 gepubliceerd in het Franse stripblad Pilote, dat door René Goscinny en Uderzo (vooral bekend als de oorspronkelijke makers van Asterix) met de scenarist van deze reeks Charlier dat jaar was opgericht. Realistische tekenaar Hubinon maakte met Charlier voor het stripblad Spirou al eerder de pilotenstrip Buck Danny. Voor zowel Buck Danny als Roodbaard deed Hubinon veel onderzoek om zijn tekeningen van vliegtuigen en schepen zo realistisch mogelijk weer te kunnen geven. In 1961 verscheen dit eerste verhaal als eerste stripalbum in deze serie, Le démon des Caraïbes (in 1965 vertaald naar het Nederlands als Het gebroken kompas).
Charlier en Hubinon maakten samen in totaal achttien albums. Wanneer Hubinon niet beschikbaar was, tekende een andere tekenaar van Pilote tijdelijk een deel van het album. Gilles Chaillet bijvoorbeeld, die later de serie Vasco zou tekenen, maakte anoniem de laatste vier platen van album 16, De helleschuit. De albums verschenen overigens niet altijd in chronologische volgorde: zo wordt bijvoorbeeld het verhaal uit album 2, De schrik van de zeven zeeën, vervolgd in album 18, De kapitein zonder naam. Ook vervolgt album 19, Het hellevuur het verhaal uit de albums De strijd met de Berbers (14), De gevangene (15) en De helleschuit (16).

### Charlier-Jijé-Lorg (1979-1980)
Nadat tekenaar Hubinon in 1979 onverwacht was overleden, werd het tekenwerk overgenomen door Jijé en diens zoon Lorg. Jijé had in 1972 al samen met Eddy Paape meegewerkt aan De onzichtbare piraat, omdat Hubinon toen tijdelijk was uitgeschakeld vanwege een auto-ongeluk. Sinds het uitkomen van Het hellevuur in 1979 is de tekenstijl veranderd, als gevolg van het overlijden van Hubinon. 1979 was eveneens het laatste jaar dat de strip verscheen in Pilote. De reeks verscheen later nog in het Franse stripblad Super As, totdat dit blad in 1980 werd stopgezet. Daarna verscheen Roodbaard niet meer in een stripblad.
Deze samenwerking leverde twee albums op, maar werd daarna afgebroken omdat Jijé overleed in 1980. Zijn zoon Lorg stopte hierna ook met de reeks.

### Charlier-Gaty-Pellerin (1980-1989)
Nadat Jijé was overleden, werd het tekenwerk door twee andere tekenaars voortgezet, die beiden aan aparte albums naar scenario's van Charlier gingen werken. De ene was Christian Gaty, die qua stijl dicht bij Jijé bleef.: zijn eerste album was het door Jijé begonnen De vermisten van de Zwarte Valk. De andere tekenaar was Patrice Pellerin: hij begon het nieuwe verhaal Zwendel in ebbenhout. Rond deze tijd werd ook het chronologische vervolg op het tweede album uitgegeven: dit verhaal lag jaren op de plank omdat het te kort was voor een volledig album. Onder de titel De jonge kapitein werd dit verhaal met twee korte verhalen als 18e album in de Nederlandstalige reeks uitgegeven.
Met de scenario's van Charlier creëerde tekenaar Gaty drie albums en Pellerin twee. Charlier overleed echter in 1989 en Pellerin stopte definitief met deze stripreeks.

### De nieuwe avonturen van Roodbaarddoor Ollivier-Gaty (1991-1997)
In 1991 nam Jean Ollivier de rol van scenarist voor zijn rekening. Christian Gaty die al eerder met Charlier werkte, bleef tekenaar. Ze veranderden echter wel de naam van 'Barbe-Rouge' naar 'Les nouvelles aventures de Barbe-Rouge'. In het Nederlands wijzigde de naam ook in 'De nieuwe avonturen van Roodbaard'. Het eerste album met dit nieuwe duo is Piraten in Indische wateren. Deze veranderingen hadden nog weinig invloed op de kwaliteit, ook omdat de verhaallijn van de nieuwe reeks al grotendeels door Charlier was uitgewerkt: de nieuwe scenarioschrijver Jean Ollivier werkte vooral aan het einde. De verhalen en de karakters van de hoofdpersonages bleven dus in de lijn van Charlier's verteltrant; er was wel enig kwaliteitsverschil tussen de verschillende tekenaars. De verhalen bleven vooral over de relatie tussen Roodbaard en Erik gaan, vaak verwerkt in verhalen met historische achtergrond.
Ollivier en Gaty creëerden samen zes albums, maar naarmate ze vorderden, veranderde deze stripreeks lichtjes daar Jean Ollivier afweek van de schrijfstijl van Charlier. Vanaf 1997 begon de stripreeks werkelijk te veranderen: tot dat jaar kwamen de gebeurtenissen in de serie grotendeels overeen met de historische werkelijkheid, behalve de avonturen van Roodbaard zelf natuurlijk. Bijvoorbeeld in het album De piratenoorlog werd de piraat Henry Morgan opgevoerd. Dit is vreemd daar in een album van Charlier Het spookschip, dat zich afspeelt na 1715, het verlaten schip van de in 1688 gestorven Morgan werd aangetroffen. In het nieuwe verhaal werd dus de chronologie van zowel de werkelijk gebeurde geschiedenis alsook de Roodbaard-verhaallijn doorbroken om de bekende piraat Morgan te kunnen opvoeren.

### Perrissin-Bourgne (1999-2004)
In 1999 werd de stripreeks doorgegeven aan een nieuwe scenarist en tekenaar. De naam van de reeks veranderde weer naar 'Roodbaard' en 'Barbe-Rouge' met scenario's van Christian Perrissin. Perrissin schreef in 1996 al het scenario voor het eerste album in de spin-off stripreeks genaamd De jonge jaren van Roodbaard. De tekenaar van die spin-off stripreeks Daniel Redondo zette die samenwerking echter niet voort. Perrissin werkte voor Roodbaard dus samen met de tekenaar Marc Bourgne. In de daaropvolgende albums veranderden Perrissin en Bourgne het karakter van hoofdpersoon Roodbaard: hij was altijd al belust op goud, maar stond ook immer voor zijn aangenomen zoon Erik klaar. In de laatste boeken leken de kameraadschap tussen de Erik en Roodbaard alsmede het eergevoel van de piraat grotendeels verdwenen te zijn. Bourgne heeft geschreven dat hij en Perrissin het nieuwe karakter van Roodbaard hadden gebaseerd op Clint Eastwood's personage 'William Munny' in de film Unforgiven. Deze film eindigt met een beschrijving van deze persoon.

Hij was een bekende dief en moordenaar, een mens met algemeen bekende wrede en onbeheerste neigingen.
— Tussentitel in de film Unforgiven

Perrissin en Bourgne zorgden samen voor vier albums waarvan het laatste verscheen op 28 mei 2004. In 2006 liet uitgever Dargaud weten dat de serie voorlopig gestopt wordt, omdat de reeks de jonge doelgroep niet meer aanspreekt volgens Dargaud. Tekenaar Marc Bourgne zei echter dat het de bedoeling is dat de stripreeks over een aantal jaren door twee bekende stripauteurs zal worden vervolgd. Er zijn 35 albums verschenen waarvan de laatste in 2004. 

### De nieuwe avonturen van Roodbaarddoor Kraehn-Carloni
In 2019 kwam, met de publicatie van het laatste deel van de integrale uitgave van de reeks door Sherpa, het nieuws naar de buiten dat de serie zou worden voortgezet door scenarist Jean-Charles Kraehn en tekenaar Stefano Carloni. 
Het eerste album van dit duo verscheen in 2020. De reeks kreeg opnieuw De nieuwe avonturen van Roodbaard als naam, maar deze keer wel met een nieuwe nummering. De nieuwe reeks borduurde voort op de verhaallijn over het Azteekse goud.

## Algemene verhaallijn

Een met de Roodbaards Zwarte Valk vergelijkbaar schip, een zogenaamde brik.

De avonturen van Roodbaard en zijn aangenomen zoon Erik spelen zich af van 1715 tot ongeveer 1750. Roodbaard is een gevreesde piraat die al jaren de wereldzeeën onveilig maakt en de bijnaam "De schrik der zeven zeeën" draagt. Op een van zijn rooftochten ontdekt hij aan boord van een geënterd schip een klein jongetje, dat hij adopteert en Erik noemt. Vastbesloten zijn aangenomen zoon een machtig piratenimperium te schenken, voert Roodbaard met zijn schip de Zwarte Valk zijn plundertochten op.
Als kind vindt Erik het geweldig dat zijn vader piraat is. Hij leert van zijn vader alles wat nodig is om een zeilschip te besturen en krijgt ook les in vechtkunst, talen en alles wat van pas kan komen. Maar als hij eindelijk mee mag op strooptocht ziet hij de andere kant van het piratenleven: het plunderen en moorden. Hij wil geen piraat meer worden en de wegen van Roodbaard en Erik scheiden zich. Maar ze komen elkaar in de volgende jaren nog regelmatig tegen, als Erik zijn vader of Roodbaard zijn zoon te hulp schiet wanneer de ander in problemen zit.
Ondanks Eriks afkeer van het piratenleven is hij vaak gedwongen te vechten, terwijl Roodbaard vaak door zijn zoon wordt meegesleept in eervolle missies voor zijn geboorteland Frankrijk, of gewoon om een vriend in nood te helpen.
Het gros van de verhalen speelt zich af in het Caribisch gebied, maar andere avonturen voeren Roodbaard en zijn bemanning naar o.a. het Middellandse Zeegebied, de Indische Oceaan en het Andesgebergte. 

## Albums
Er verschenen in totaal 37 albums waarvan het eerste in 1959 en het recentste in 2021.

## Hoofdpersonages
Vooral in de eerste paar verhalen speelt Roodbaard, een piraat die de wereldzeeën onveilig maakt met zijn schip de Zwarte Valk en zijn bemanning, als naamgever van de strip tevens de hoofdrol. Zijn echte naam is volgens de spin-offserie De jonge jaren van Roodbaard Jean-Baptiste Cornic. Hij is een Fransman die, na een aantal tegenslagen en teleurstellingen in zijn leven, uiteindelijk besloot zeerover te worden en zijn naam veranderde in Roodbaard. Door zijn stoutmoedigheid en ongeëvenaarde zeemanskunst weet hij vele schepen te veroveren en zich telkens weer uit hachelijke situaties te redden.
In de latere verhalen wordt de hoofdrol min of meer overgenomen door Erik, de aangenomen zoon van Roodbaard. Erik is als klein kind door Roodbaard gevonden in een van de door hem veroverde schepen. Wanneer Erik opgroeit begint hij zijn vaders piratenbestaan te verafschuwen, waarna hun wegen zich scheiden. Erik laat zijn vader echter nimmer in de steek, en weet hem vaak uit benarde situaties te halen, en andersom. Eriks echte naam is Thierry de Montfort en hij stamt af van een voornaam adellijk Frans geslacht.
Naast deze twee hoofdpersonages zijn er nog twee belangrijke personages. Driepoot (zo genoemd omdat hij een houten been heeft en een stok) is de rechterhand van Roodbaard en tevens uitvinder, geograaf, chirurgijn en een groot strateeg: zijn uitvindingen komen vaak goed van pas, hij spreekt verschillende talen en weet meestal wel raad als Roodbaard het niet meer weet. Baba is een oorspronkelijk uit Dahomey (Benin) afkomstige gewezen slaaf, die door Roodbaard van de plantages werd bevrijd. Hij is een trouw dienaar van zowel Roodbaard als Erik en wijkt geen moment van hun zijde. In afwezigheid van Roodbaard of Erik voert hij soms het bevel over de bemanning, vooral bij landoperaties, daar hij een goed inzicht in opstellingen en troepenbewegingen bij landgevechten heeft. Hij is sterk als een os en zwemt als een dolfijn. Hij kan de "r" niet uitspreken.

## Historische achtergrond

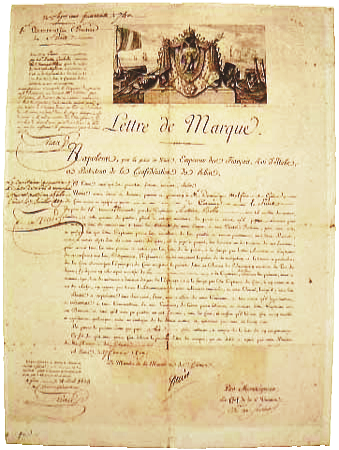
Een kaperbrief; hiermee kon de houder door de overheid gesanctioneerde zeeroverij bedrijven.

### Oorsprong van het personageRoodbaard
De figuur Roodbaard lijkt ontleend te zijn aan verschillende historische piraten. Ten eerste is daar de kaper in Franse (napoleontische) overheidsdienst Robert Surcouf (1773-1827), over wie Charlier en Hubinon tussen 1949 en 1953 drie verhalen publiceerden, waarin Surcouf het in de wateren rond Afrika en op de Atlantische Oceaan tegen de Engelsen opneemt. De verhalen werden in 1952-1953 als album uitgegeven in de stripreeks Surcouf. Daarnaast wordt gebruikgemaakt van de verhalen over de Turkse kaper en admiraal Khair ad Din (1483 - 1546) ofwel Barbarossa (Italiaans voor Roodbaard), die in de eerste helft van de 16-e eeuw de Middellandse Zee onveilig maakte. Ook de Engelse piraat Zwartbaard (gedood in 1718, echte naam: Edward Teach), een zeer wrede kaper die in de Caraïben actief was en Bartholomew Roberts, die meer dan 450 schepen veroverde, lijken inspiratiebronnen voor het Roodbaardpersonage te zijn geweest. In de Roodbaardalbums zelf duiken de legendarische kaper Henry Morgan en de fictieve dochter van Olivier Levasseur op: Morgan en Levasseur hebben werkelijk bestaan.
Charlier en Hubinon waren aanvankelijk van plan geweest om van Surcouf een langlopende reeks te maken. Ze zagen echter in Roodbaard uiteindelijk meer potentie. Deze strip, die in tegenstelling tot Surcouf geheel van de realiteit was losgezongen, bood hun meer mogelijkheden voor avontuurlijke verhaallijnen.

### Locaties en historische gebeurtenissen in de stripreeks
Naast de relatie tussen Roodbaard en zijn aangenomen zoon Erik, die de rode draad in de Roodbaardverhalen vormt, wordt er ook veel aandacht besteed aan de achtergrondverhalen, die vaak zijn gebaseerd op historische gebeurtenissen uit (vooral) de Franse geschiedenis.
Al in het eerste album komt Nieuw-Spanje ter sprake: de Spaanse gebieden in de Nieuwe Wereld, die in de tijd waarin de verhalen zich afspelen al werden bedreigd door de Britten, Fransen en Nederlanders. In het derde deel, dat zich in de Middellandse Zee afspeelt, worden onder andere de brandmerking van galeislaven door de Fransen en de Barbarijse zeerovers in de verhaallijn verwerkt. Het vijfde album gaat over de fictieve schat van de werkelijk bestaande Britse piraat Henry Morgan. In het 7e album komt het hof van de Spaanse onderkoning in Cartagena voor en in het 11e wordt het verschil tussen piraten en kapers behandeld; de kaperbrief is een thema dat nog verschillende keren in de serie terugkomt. De avonturen van albums 14, 15, 16 en 19 spelen zich voornamelijk in het Ottomaanse Rijk af. De Azteken komen in albums 20, 21, 23 en 24 voor: de Aztekenbeschaving werd rond 1520 vernietigd door de Spanjaarden, maar Roodbaard vindt een (fictieve) laatste, uitstervende stam in de dichtbegroeide Yucatán. Albums 26, 27 en 28 gaan over de Frans-Britse strijd in de Indische Oceaan, in het bijzonder over de Franse gouverneur Joseph François Dupleix en zijn Britse tegenstrever Robert Clive. In deze albums komt ook het Maratharijk te sprake, en hun eilandfort Severndroog. In album 29 komt de "punchao" voor: een grote gouden zonneschijf uit een Inti-tempel van de Inca's. In albums 32-33 wordt uiteindelijk in Machu Picchu door Roodbaard zo'n schijf gevonden.
Ook Franse bezittingen in de nieuwe wereld als Fort-de-France, Île de la Tortue en New Orleans, en Franse nederzettingen in het verre oosten (Bourbon, Pondichéri, Fort Dauphin) komen ter sprake, naast de vele historische Spaanse steden (Cartagena, Veracruz, Mérida, Puerto Bello) in de Nieuwe wereld en verschillende Britse bezittingen in de Caraïben (Barbuda, Barbados, Kingston) en het verre oosten (Jaffna, Saint-Augustin).

## In Nederland
In Nederland is deze strip als feuilleton verschenen in de stripweekbladen Pep, Fix & Fox en Eppo. De Nederlandstalige albums werden uitgegeven door Dargaud, Novedi en Big Balloon. Sinds 2013 worden er gebundelde heruitgaven uitgebracht door uitgeverij Sherpa. In eerste instantie was het plan om zes bundels te maken met het complete werk van Hubinon & Charlier, maar men bracht inmiddels ook het werk van anderen uit. Deze compilaties dragen de naam De schrik van de zeven zeeën. Het recentste deel verscheen in november 2015.

## Adaptaties

### Asterix

Roodbaard is mogelijk nog bekender als figurant en running gag in de strip Asterix dan als hoofdpersoon van zijn eigen stripreeks. In de Asterix-serie wordt hij met zijn piraten in bijna alle delen op een absurde manier tot zinken gebracht, zodat hij met een knipoog als een beetje een uilige figuur wordt neergezet. Zo wordt zijn schip in De ziener overzwommen door een school Galliërs, zoals de verblufte bemanning het uitdrukt. De verwijzing in Asterix is gezien het ontstaan van de strip niet verwonderlijk. Scenarist Charlier was met Asterix-makers René Goscinny en Albert Uderzo in 1959 betrokken bij de oprichting van het Franse stripblad Pilote dat in het eerste nummer zowel Asterix als Roodbaard een plaats bood. Samen met Uderzo creëerde Charlier ook de pilotenstrip Tanguy en Laverdure en Robber. De piraten hebben in beide stripreeksen dezelfde namen.

### Hoorspel
Schrijver Charlier verwerkte het eerste boek tot een hoorspel dat werd uitgezonden door Radio Luxembourg.

### Vervolgstrips: De jonge jaren van Roodbaard (1996-2001)
Van 1996 tot 2001 werkten scenarist Christian Perrissin en tekenaar Daniel Redondo aan de spin-offserie La jeunesse de Barbe-Rouge, die bestaat uit vijf albums. In het Nederlands werd dit vertaald als De jonge jaren van Roodbaard. Hierin worden Roodbaards jeugd vanaf 1691 en zijn hele wordingsproces tot piraat in detail beschreven waardoor deze stripreeks een prequel is van de stripreeks Roodbaard. Het karakter van deze strip verschilt nogal van die van de oorspronkelijke Roodbaard-serie, met name wat betreft de tekenstijl.

### Televisieserie (1997)
Door TF1 en Rai werd een op de Roodbaardstrips gebaseerde Franstalige animatieserie gemaakt, waarvan de eerste aflevering werd uitgezonden op 10 juni 1997 door Canal+. De uit 26 afleveringen van 26 minuten bestaande serie heet Barbe-Rouge en is ook in het Engels (Captain Red Beard) en Italiaans (Barbarossa) uitgebracht. Onder de titel Kapitein Roodbaard zijn ook twee dvd's met ieder drie afleveringen in het Nederlands uitgebracht. Het scenario en de regie werden verzorgd Jean Cubaud. De animaties werden gemaakt door Pasquale Moreau en Thibault Deschamps.
Het verhaal van deze animatieserie staat los van de verhalen in de albums. De televisieserie vertelt het verhaal van de woeste piratenkapitein Roodbaard in de nadagen van de vrijbuiterij, die wordt opgejaagd door de Franse marine. Ondertussen heeft zijn edelmoedige zoon Erik de mooie Constance ontmoet.